# Хав'єр Кабот
Хав'єр Кабот (ісп. Javier Cabot, 27 вересня 1953) — іспанський хокеїст на траві.
Срібний призер Олімпійських Ігор 1980 року, учасник 1984 року.